# Талмуд-тора (навчальний заклад)
Талму́д-то́ра (їд. תַּלְמוּד-תּוֹרָה — талметойре) — єврейські релігійні навчальні заклади для хлопчиків із малозабезпечених сімей, які виникли наприкінці Середньовіччя в Європі, для підготовки до вступу в єшиву. Назва цих шкіл відповідає одній з основних заповідей, приписів (міцвот) повнолітнього єврея — вивчати Тору (Див. також Талмуд-тора (заповідь)).

В талмуд-торі викладалися такі предмети, як іврит, дві Тори («вчення»): письмова, тобто П'ятикнижжя Мойсея, або весь Танах, та усна, тобто Мішна, основна частина Талмуду, та Гемара — коментарі до Мішни; в різний час до програми включалися й інші предмети, наприклад, арифметика та письмо на їдиші. Основною метою талмуд-тори було надати хлопчикам традиційну релігійну освіту й підготувати їх до повноліття (13 років) та вступу до єшиви. Вихованці ж, які досягнули 14-річного віку й не проявили достатніх розумових здібностей, віддавалися на приватну службу або для навчання ремеслам. Навчання в талмуд-торах було безкоштовним.

## Історія

### Талмуд-тора у Європі

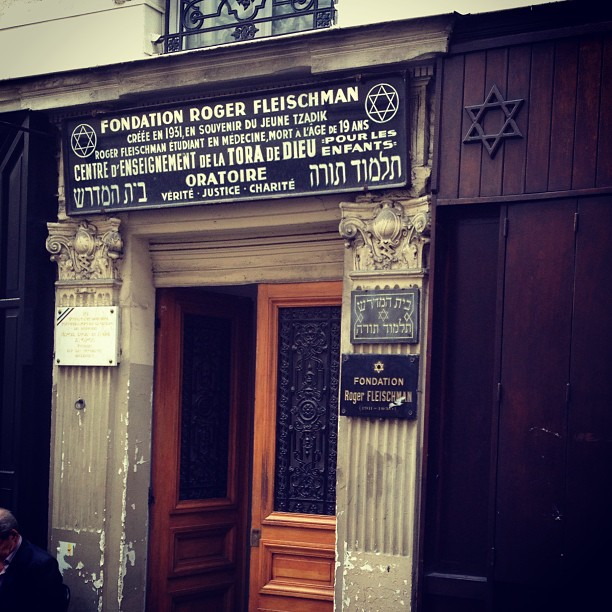
Талмуд-тора Roger Fleischmann у Парижі

До епохи розвинутого Середньовіччя всі різновиди початкових релігійних шкіл у євреїв об'єдувалися поняттям «талмуд-тора». Вони зазвичай знаходилися в будівлях синагоги або у спеціальних прибудовах до них. З XV ст. в ареалі розселення євреїв в Центральній Європі склалася більш диференційована система освіти, в якій основне місце зайняло приватне початкове релігійне училище — хедер. З цього часу назва «талмуд-тора» закріпилася за початковою релігійною школою для дітей з незаможних сімей та сиріт. Серед євреїв Західної Європи, Балканського півострова, Близького Сходу назва «талмуд-тора» не змінила свого значення — так позначалися єврейські училища, в яких викладання велося на релігійному ґрунті, проте з вивченням і світських предметів. Талмуд-тори також поширилися в сефардських громадах, де в них навчалися хлопчики всієї громади.

У великих єврейських громадах існували особливі «братства для вивчення Тори» («хеврот талмуд-тора»), які піклувалися про матеріальну підтримку шкіл та учнів і контролювали за порядком в талмуд-торах. В Римі було (в 1554 р.) вісім таких братств, які складали одну організацію. Зразковою вважалася амстердамська талмуд-тора. У великих польсько-литовських громадах також були братства талмуд-тори. Одним з перших, якщо не першим, було краківське братство, статут якого був складений в 1551 р. Тут школа ще не носила назву «талмуд-тора» (називалася їд. םירענה לש שרדמה תינ). І в інших містах назва «талмуд-тора» з'явилася пізніше.

В громадах, де не було спеціальних братств, талмуд-тори утримувалися на кошти громади та пожертви приватних осіб. В краківській талмуд-торі предметами викладання були єврейська граматика, арифметика й вправи з письма розмовною єврейською мовою. Така ж система підтримувалася й у Литві, згідно з постановою Литовського Ваада від 1639 р. У багатьох містах та містечках на західноукраїнських землях працювали талмуд-тори — у Львові, Станіславі, Луцьку, Тернополі, Чернівцях, Ужгороді, Мукачевому, Кременці, Острозі, Жовкві, Ковелі тощо.

### Талмуд-тора в Російській імперії

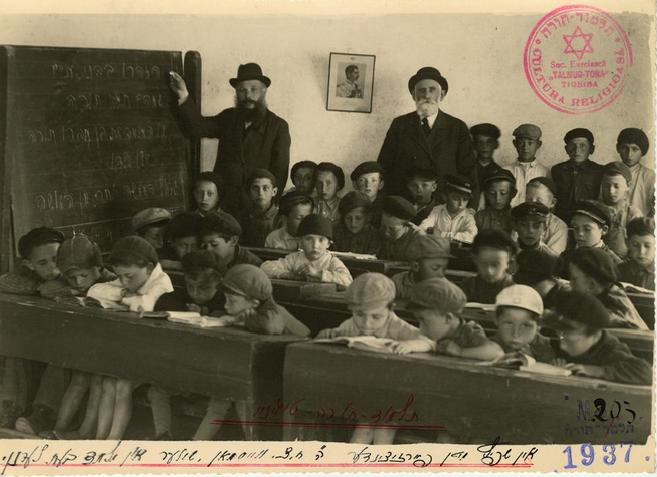
В приміщенні Талмуд-Тори

В Російській імперії в XIX ст. переважна більшість шкіл талмуд-тора розміщувалися в тісних приміщеннях, які були мало придатними для навчання (часто для занять виділяли кімнати в інших закладах громади: молитовних будинках, притулках для пристарілих і навіть в сторожках на кладовищах).

За результатами дослідження, проведеного в 1898 р. інспекторами Єврейського колонізаційного товариства, в Російській імперії було близько 500 «неорганізованих» шкіл, середня кількість учнів в кожній складала більше 40 осіб. Окрім того, 2-й половині XIX ст. існувало близько 100 «організованих» шкіл, в тому числі й жіночі талмуд-тори, які були створені в більшості випадків за ініціативою та на кошти Товариства для поширення освіти між євреями в Російській імперії. В цих школах на одного вчителя припадало близько 30 учнів. Тут викладалися, окрім єврейських предметів, російська мова й арифметика, а в деяких — й інші предмети (історія, географія, природознавство, гімнастика, ручна праця тощо). На українських землях талмуд-тори функціонували в Києві, Одесі, Полтаві, Єлизаветграді, Катеринославі, Олександрівську, Кам'янці, Умані, Маріуполі та в інших містах та містечках з активною єврейською громадою</ref>. 
Див. Єлисаветградська громадська Талмуд-Тора

На початку ХХ ст. створювалися й сіоністські талмуд-тори під егідою товариства «Тарбут», в яких викладання єврейських предметів набуло більш світського характеру й велося на івриті. Одночасно виникли талмуд-тори з викладанням на їдиші, з нахилом до секуляризації освіти, організовану товариством «Культурліга».

Після Жовтневого перевороту в 1919 р. організована релігійна освіта дітей була заборонена, талмуд-тори продовжували діяти нелегально, головним чином серед грузинських євреїв.

### Сучасний розвиток талмуд-тори
В XXI ст. школи талмуд-тора, правда в досить зміненому вигляді, є частиною системи релігійної освіти Ізраїлю, а також частиною систем освіти в ортодоксальних єврейських громадах США, Бельгії, Ірану й деяких інших країн.